# ここいば!
『ここいば！』は、2017年4月9日から2020年9月27日までラジオ大阪で放送されていたラジオ番組。パーソナリティは声優の香里有佐と小山百代と射場美波。
本項目では2024年5月31日から配信されている『ここいばフェニックス』についても記述する。

## 概要
歌とダンスを得意とする新人声優3人が色々な事に挑戦して次世代を担う声優になることを目指す成長型番組であった。
タイトルの「ここいば！」はパーソナリティ3人の名前、香里（こうり）・小山（こやま）・射場（いば）から付けられた。3人のイメージカラーは、香里が オレンジ、小山が 青、射場が ピンク。MCは3人が順番に交代制で行っていた。
ラジオ大阪では当初は隔週で生放送を行っていたが、2019年9月29日で生放送は終了し、同年10月6日以降は毎週収録放送となった。2020年9月27日をもって終了となった。
2022年3月14日、「第7回アニラジアワード授賞式」にて「BEST RETURN HOPE RADIO 復活希望ラジオ賞」を受賞した。2024年5月31日に『ここいばフェニックス』のタイトルで復活し、毎月1回最終日にOPENREC.tvにて生配信されることになった。なお、OPENREC.tvでの配信は映像付きとなるが、前半が無料パート、後半がOPENRECサブスク限定となっている。

## 放送・配信日時
| 放送局               | 放送・配信開始日 | 放送時間・配信曜日      | 備考                                              |
| -------------------- | ---------------- | ----------------------- | ------------------------------------------------- |
| ラジオ大阪           | 2017年4月9日     | 毎週日曜日22:30 - 23:00 | 製作局                                            |
| 文化放送超!A&G+      | 2017年4月13日    | 毎週日曜日10:00 - 10:30 | 事実上の制作局                                    |
| ドコモ・アニメストア | 2017年4月18日    | 配信終了                | 2017年6月をもって終了                             |
| ラジオクラウド       | 2017年4月10日    | 毎週月曜日配信          | 最新回を含むアーカイブを配信 会員登録が必要(無料) |

放送枠の都合から2017年7月2日（第13回）から2017年10月29日（第30回）までは、ラジオ大阪での放送時間が23:35 - 23:00の25分間に変更され、超!A&G+他では5分間をおまけ放送とし従来通り30分間の放送を行っていた。
2017年11月5日（第31回）から再びラジオ大阪でも放送時間が30分間に戻ることになった。2018年6月3日から放送時間が25分間に変更されたが、2019年4月7日からは再び30分間に戻ることになった。
| 放送局         | 配信開始日    | 配信時間                | 備考     |
| -------------- | ------------- | ----------------------- | -------- |
| OPENREC.tv     | 2024年5月31日 | 毎月最終日22:00 - 23:00 | 映像あり |
| ニコニコ生放送 | 2024年5月31日 | 毎月最終日22:00 - 23:00 | 音声のみ |

## コーナー

### 本放送（毎週）
ねえねえ聞いて〜♪
MCによって行われる冒頭のフリートーク。

### 本放送（隔週）
下記のコーナーは隔週交互に行われる。
ここいばチャレンジ
3人が毎回何かにチャレンジするコーナー。
ここいバトル
3人が毎回何かで対決するコーナー。

### おまけ放送
ここいば!サイコロトーク
3人が事前に考えた6つのお題の中から、サイコロを振って出た数字のトークをするコーナーだった。

## ゲスト
- 第8回（2017年5月28日） - 渡部優衣

## オープニングテーマ
「みんなのここいば!」
3人による第117回（2019年7月28日）より使用のオープニングテーマ。

## 公開イベント

### 2017年
第13回日本橋ストリートフェスタ2017 ラジオ大阪4月新番組パーソナリティお披露目会
- 2017年3月19日 - タイムズ大阪難波

AnimeJapan 2017 2日目 ラジオ大阪Vステショップブース 新番組「ここいば！」番組宣伝チラシ配布 
- 2017年3月26日 - 東京ビッグサイト（東京国際展示場）

ニッポン放送ラジオパーク in 日比谷 2017 ラジオ大阪ブース「ここいば！」東京・日比谷でお茶しましょう
- 2017年4月29日 - 日比谷公園

コミックマーケット92 (2日目) ここいば！！お渡し会
- 2017年8月12日 - 東京ビッグサイト（東京国際展示場）

ここいば初の単独イベントはいきなり温泉！イン奈良健康ランド
- 2017年9月3日 - 奈良健康ランド

ここいば！公開生放送
- 2017年9月3日 - ラジオ大阪本社

よなきにカーニバル2017秋 昼の部・夜の部（ゲスト）
- 2017年11月5日 - なかのZERO 小ホール

　ラジオ・チャリティ・ミュージックソン（公開生放送）
- 2017年12月24日 - 2017年12月25日 ラジオ大阪本社

コミックマーケット93 (3日目) ここいば！番組CD お渡し会
- 2017年12月31日 - 東京ビッグサイト（東京国際展示場）

### 2019年
めっちゃここいばやねん
- 2019年11月24日 - 松原市文化会館